# Synallaxis courseni
A Synallaxis courseni a madarak (Aves) osztályának verébalakúak (Passeriformes) rendjébe és a fazekasmadár-félék (Tyrannidae) családjába tartozó faj.

## Rendszerezése
A fajt Emmet Reid Blake amerikai ornitológus írta le 1971-ben.

## Előfordulása
Dél-Amerika középső nyugati részén, az Andok-hegységben, Peru területén honos. Természetes élőhelyei a szubtrópusi vagy trópusi hegyi esőerdő. Állandó, nem vonuló faj.

## Megjelenése
Testhossza 18 centiméter.

## Életmódja
Párban a lombok közt és az aljnövényzetben keresgéli ízeltlábúakból álló táplálékát.

## Természetvédelmi helyzete
Az elterjedési területe rendkívül kicsi, egyedszáma is kicsi, de stabil. A Természetvédelmi Világszövetség Vörös listáján sebezhető fajként szerepel.